# Rosenborg Ballklub 2001
Questa pagina raccoglie i dati riguardanti il Rosenborg Ballklub nelle competizioni ufficiali della stagione 2001.

## Stagione
Nel campionato 2001, il Rosenborg vinse il sedicesimo titolo nazionale della sua storia, nonché il decimo consecutivo. Si aggiudicò la vittoria con un punto di vantaggio sulla prima formazione inseguitrice, il Lillestrøm. Harald Martin Brattbakk fu il calciatore più utilizzato in assoluto, con le sue 31 presenze complessive. Lo stesso Brattbakk e Frode Johnsen furono i migliori marcatori, con 21 reti realizzate. L'avventura in Norgesmesterskapet terminò al terzo turno della competizione, per mano dello Hødd (ai calci di rigore). Nella Champions League 2001-2002, invece, il Rosenborg non superò la fase a gironi, che vedeva come avversari Juventus, Celtic e Porto.

## Maglie e sponsor
Lo sponsor tecnico per la stagione 2001 fu Adidas, mentre lo sponsor ufficiale fu REMA 1000. La divisa casalinga prevedeva una maglietta bianca con inserti neri, pantaloncini neri e calzettoni bianchi. Quella da trasferta era invece completamente nera, con inserti bianchi.
| Casa | Trasferta |

## Rosa
| N. |                      | Ruolo | Calciatore         |
| -- | -------------------- | ----- | ------------------ |
| 1  | Norvegia (bandiera)  | P     | Jørn Jamtfall      |
| 2  | Norvegia (bandiera)  | C     | Odd Inge Olsen     |
| 2  | Norvegia (bandiera)  | A     | Petter Belsvik     |
| 3  | Norvegia (bandiera)  | D     | Erik Hoftun        |
| 4  | Norvegia (bandiera)  | D     | Tor Trondsen       |
| 5  | Norvegia (bandiera)  | D     | Christer Basma     |
| 6  | Norvegia (bandiera)  | C     | Roar Strand        |
| 7  | Norvegia (bandiera)  | C     | Ørjan Berg         |
| 8  | Norvegia (bandiera)  | A     | Dagfinn Enerly     |
| 9  | Norvegia (bandiera)  | A     | Frode Johnsen      |
| 10 | Norvegia (bandiera)  | C     | Bent Skammelsrud   |
| 11 | Norvegia (bandiera)  | A     | Morten Knutsen     |
| 12 | Islanda (bandiera)   | P     | Árni Gautur Arason |
| 13 | Finlandia (bandiera) | D     | Janne Saarinen     |
| 14 | Norvegia (bandiera)  | D     | Lars Blixt         |

| N. |                     | Ruolo | Calciatore              |
| -- | ------------------- | ----- | ----------------------- |
| 15 | Norvegia (bandiera) | C     | Mads Skjærvold          |
| 16 | Norvegia (bandiera) | C     | Jarle Steinsland        |
| 17 | Norvegia (bandiera) | C     | Joachim Eriksen         |
| 18 | Norvegia (bandiera) | C     | Christer George         |
| 19 | Norvegia (bandiera) | C     | Fredrik Winsnes         |
| 20 | Norvegia (bandiera) | C     | Bent Inge Johnsen       |
| 21 | Norvegia (bandiera) | D     | Ståle Stensaas          |
| 22 | Norvegia (bandiera) | A     | Harald Martin Brattbakk |
| 23 | Norvegia (bandiera) | D     | Hassan El Fakiri        |
| 23 | Norvegia (bandiera) | C     | Kenneth Storvik         |
| 24 | Norvegia (bandiera) | D     | Martin Høyem            |
| 25 | Norvegia (bandiera) | D     | Are Tronseth            |
| 26 | Norvegia (bandiera) | P     | Espen Johnsen           |
| 28 | Norvegia (bandiera) | A     | Sigurd Rushfeldt        |

## Calciomercato

### Sessione invernale
| Acquisti | Acquisti                | Acquisti   | Acquisti   |
| R.       | Nome                    | da         | Modalità   |
| -------- | ----------------------- | ---------- | ---------- |
| P        | Espen Johnsen           | Start      | definitivo |
| D        | Janne Saarinen          | HJK        | definitivo |
| A        | Harald Martin Brattbakk | Copenaghen | definitivo |
| A        | Dagfinn Enerly          | Moss       | definitivo |
| A        | Frode Johnsen           | Leeds Utd  | definitivo |

| Cessioni | Cessioni        | Cessioni     | Cessioni   |
| R.       | Nome            | a            | Modalità   |
| -------- | --------------- | ------------ | ---------- |
| P        | Espen Isaksen   | Byåsen       | definitivo |
| D        | Lasse Strand    | Bryne        | definitivo |
| D        | Øyvind Svenning | Moss         | prestito   |
| A        | Tor Hogne Aarøy | Aalesund     | definitivo |
| A        | Espen Edvardsen | Strømsgodset | definitivo |
| A        | Børge Hernes    | Skeid        | definitivo |
| A        | Øyvind Storflor | Moss         | definitivo |

### Sessione estiva
| Acquisti | Acquisti         | Acquisti         | Acquisti   |
| R.       | Nome             | da               | Modalità   |
| -------- | ---------------- | ---------------- | ---------- |
| D        | Hassan El Fakiri | Monaco           | prestito   |
| C        | Odd Inge Olsen   | Molde            | definitivo |
| A        | Sigurd Rushfeldt | Racing Santander | prestito   |

| Cessioni | Cessioni       | Cessioni  | Cessioni   |
| R.       | Nome           | a         | Modalità   |
| -------- | -------------- | --------- | ---------- |
| P        | Jørn Jamtfall  | Sogndal   | prestito   |
| D        | Tor Trondsen   | Moss      | prestito   |
| A        | Petter Belsvik | Vålerenga | definitivo |

## Risultati

### Tippeligaen

#### Girone di andata
| Arbitro: | Olsen (Kristiansand) |

|                                                        |           |                               |
| Fuglestad 5’, 28’ (rig.) Nevland 13’ Hoftun 52’ (aut.) | Marcatori | 6’, 38’ F. Johnsen 69’ Enerly |

| Arbitro: | Hauge (Bergen) |

|                      |           |                     |
| Winsnes 26’ Berg 52’ | Marcatori | 72’ (rig.) Fjørtoft |

| Arbitro: | Berntsen (Vang) |

|               |           |                                                        |
| Halvorsen 68’ | Marcatori | 25’ (aut.) Halvorsen 81’, 87’ Brattbakk 89’ F. Johnsen |

| Arbitro: | Øvrebø (Oslo) |

|  |           |                                   |
|  | Marcatori | 39’, 81’ Brattbakk 70’ F. Johnsen |

| Arbitro: | Pedersen (Jeløy) |

|                                        |           |  |
| Brattbakk 75’ Winsnes 84’ Stensaas 86’ | Marcatori |  |

| Arbitro: | Staberg (Harstad) |

|             |           |                           |
| Olofsson 9’ | Marcatori | 10’ George 37’ F. Johnsen |

| Arbitro: | Skjervold (Stjørdal) |

|                                    |           |  |
| Strand 12’, 32’, 76’ Brattbakk 13’ | Marcatori |  |

| Arbitro: | Hauge (Bergen) |

|              |           |                                                                       |
| Stadheim 23’ | Marcatori | 5’, 38’ F. Johnsen 10’, 47’ George 79’ (rig.) Skammelsrud 88’ Belsvik |

| Arbitro: | Øvrebø (Oslo) |

|                    |           |            |
| Brattbakk 39’, 78’ | Marcatori | 26’ Larsen |

| Arbitro: | Berntsen (Vang) |

|                 |           |               |
| Guðmundsson 17’ | Marcatori | 58’ Brattbakk |

| Arbitro: | Pedersen (Jeløy) |

|                                  |           |                        |
| Strand 9’ Skammelsrud 23’ (rig.) | Marcatori | 29’ Søgård 54’ Sundgot |

| Arbitro: | Olsen (Kristiansand) |

|                                          |           |  |
| Flem 45’ Baldvinsson 55’ Marteinsson 58’ | Marcatori |  |

| Arbitro: | Øvrebø (Oslo) |

|                                             |           |                                           |
| F. Johnsen 18’ B. Johnsen 25’ Brattbakk 30’ | Marcatori | 12’ Helstad 19’ Furuseth Olsen 85’ Ylönen |

#### Girone di ritorno
| Arbitro: | Pedersen (Jeløy) |

|           |           |                      |
| Strand 8’ | Marcatori | 34’ (rig.) Fuglestad |

| Arbitro: | Skjerven (Kaupanger) |

|             |           |            |
| Lindbæk 24’ | Marcatori | 37’ Hoftun |

| Arbitro: | Skjervold (Stjørdal) |

|                                                          |           |  |
| F. Johnsen 41’, 56’ Brattbakk 47’ Skammelsrud 78’ (rig.) | Marcatori |  |

| Arbitro: | Skjerven (Kaupanger) |

|                                                               |           |  |
| F. Johnsen 39’ Brattbakk 47’ Berg 52’ Rushfeldt 61’, 83’, 87’ | Marcatori |  |

| Arbitro: | Pedersen (Jeløy) |

|            |           |                                                         |
| Berger 11’ | Marcatori | 19’ Strand 33’ (rig.) Skammelsrud 63’ (rig.) F. Johnsen |

| Arbitro: | Staberg (Harstad) |

|                                          |           |              |
| Brattbakk 20’ Strand 72’ Skammelsrud 78’ | Marcatori | 90’ Pavlovic |

| Arbitro: | Pedersen (Jeløy) |

|                   |           |                                                                    |
| Flo 34’ Olsen 80’ | Marcatori | 33’ Rushfeldt 36’, 38’ Brattbakk 82’ George 87’ (rig.) Skammelsrud |

| Arbitro: | Skjervold (Stjørdal) |

|                                               |           |         |
| F. Johnsen 8’ Strand 19’ Hillestad 39’ (aut.) | Marcatori | 14’ Flo |

| Arbitro: | Skjerven (Kaupanger) |

|  |           |               |
|  | Marcatori | 22’ Rushfeldt |

| Arbitro: | Berntsen (Vang) |

|              |           |                   |
| Stensaas 43’ | Marcatori | 48’ (rig.) Nilsen |

| Arbitro: | Øvrebø (Oslo) |

|              |           |                              |
| Bjarmann 86’ | Marcatori | 40’ Rushfeldt 69’ F. Johnsen |

| Arbitro: | Hauge (Bergen) |

|  |           |                 |
|  | Marcatori | 21’ Guðmundsson |

| Arbitro: | Øvrebø (Oslo) |

|                             |           |                                                                         |
| Ražanauskas 45’ Helstad 90’ | Marcatori | 14’ (rig.) Skammelsrud 24’, 62’, 90’ F. Johnsen 70’ B. Johnsen 79’ Berg |

### Coppa di Norvegia
| Arbitro: | Guldbjørnsen |

|  |           | |
|  | Marcatori | 1’, 80’ Brattbakk 8’, 64’, 66’, 81’ George 19’, 54’ (rig.) Winsnes 71’ Steinsland 76’ Tronseth 87’ F. Johnsen |

| Trondheim 13 giugno 2001, ore 19:00 Secondo turno                               | Rosenborg | 4 – 0 referto | Steinkjer | Lerkendal Stadion (1.009 spett.) |
| \| \| \| \| \| Brattbakk 11’ F. Johnsen 25’, 31’ Knutsen 34’ \| Marcatori \| \| |           |               |           |                                  |
|                                                                                 |           |               |           |                                  |
| Brattbakk 11’ F. Johnsen 25’, 31’ Knutsen 34’                                   | Marcatori |               |           |                                  |

| Ulstein 27 giugno 2001, ore 19:00 Terzo turno                                                          | Hødd                 | 2 – 2 (d.t.s.) referto | Rosenborg | Høddvoll Stadion (2.307 spett.) |
| \| \| \| \| \| Eid 19’ Televik 82’ \| Marcatori \| 63’, 70’ Strand \| \| \| Tiri di rigore 4 – 1 \| \| |                      |                        |           |                                 |
| |                      |                        |           |                                 |
| Eid 19’ Televik 82’                                                                                    | Marcatori            | 63’, 70’ Strand        |           |                                 |
| | Tiri di rigore 4 – 1 |                        |           |                                 |

### UEFA Champions League
| Arbitro: | Batista |

|                                 |           |                                                       |
| Lembakoali 50’, 62’ Drobňák 67’ | Marcatori | 22’ Brattbakk 76’ (rig.) Skammelsrud 88’ (aut.) Kunzo |

| Arbitro: | Strampe |

|                                                         |           |  |
| F. Johnsen 10’ Rushfeldt 15’ Skammelsrud 43’ Strand 86’ | Marcatori |  |

| Arbitro: | Barber |

|                  |           |                   |
| Rushfeldt 90'+2’ | Marcatori | 10’ Pena 60’ Deco |

| Arbitro: | Wegereef |

|                        |           |               |
| Skammelsrud 89’ (rig.) | Marcatori | 85’ Del Piero |

| Arbitro: | Sars |

|              |           |  |
| Thompson 21’ | Marcatori |  |

| Arbitro: | Poll |

|               |           |  |
| Trezeguet 25’ | Marcatori |  |

| Arbitro: | Marín |

|                    |           |  |
| Brattbakk 19’, 36’ | Marcatori |  |

| Arbitro: | Strampe |

|          |           |  |
| Pena 37’ | Marcatori |  |

## Statistiche

### Statistiche di squadra
| Competizione      | Punti | In casa | In casa | In casa | In casa | In casa | In casa | In trasferta | In trasferta | In trasferta | In trasferta | In trasferta | In trasferta | Totale | Totale | Totale | Totale | Totale | Totale | DR  |
| Competizione      | Punti | G       | V       | N       | P       | Gf      | Gs      | G            | V            | N            | P            | Gf           | Gs           | G      | V      | N      | P      | Gf     | Gs     | DR  |
| ----------------- | ----- | ------- | ------- | ------- | ------- | ------- | ------- | ------------ | ------------ | ------------ | ------------ | ------------ | ------------ | ------ | ------ | ------ | ------ | ------ | ------ | --- |
| Tippeligaen       | 57    | 13      | 8       | 4       | 1       | 34      | 12      | 13           | 9            | 2            | 2            | 37           | 18           | 26     | 17     | 6      | 3      | 71     | 30     | +41 |
| Coppa di Norvegia | -     | 1       | 1       | 0       | 0       | 4       | 0       | 2            | 1            | 1            | 0            | 13           | 2            | 3      | 2      | 1      | 0      | 17     | 2      | +15 |
| Champions League  | -     | 4       | 2       | 1       | 1       | 8       | 3       | 4            | 0            | 1            | 3            | 3            | 6            | 8      | 2      | 2      | 4      | 11     | 9      | +2  |
| Totale            | -     | 18      | 11      | 5       | 2       | 46      | 15      | 19           | 10           | 4            | 5            | 53           | 26           | 37     | 21     | 9      | 7      | 99     | 41     | +58 |

### Statistiche dei giocatori
| Giocatore      | Tippeligaen | Tippeligaen | Tippeligaen | Tippeligaen | Coppa di Norvegia | Coppa di Norvegia | Coppa di Norvegia | Coppa di Norvegia | Champions League | Champions League | Champions League | Champions League | Totale   | Totale | Totale      | Totale     |
| Giocatore      | Presenze    | Reti        | Ammonizioni | Espulsioni  | Presenze          | Reti              | Ammonizioni       | Espulsioni        | Presenze         | Reti             | Ammonizioni      | Espulsioni       | Presenze | Reti   | Ammonizioni | Espulsioni |
| -------------- | ----------- | ----------- | ----------- | ----------- | ----------------- | ----------------- | ----------------- | ----------------- | ---------------- | ---------------- | ---------------- | ---------------- | -------- | ------ | ----------- | ---------- |
| Á. Arason      | 24          | 0           | 0           | 0           | 1                 | 0                 | 0                 | 0                 | 8                | 0                | 0                | 0                | 33       | 0      | 0           | 0          |
| C. Basma       | 25          | 0           | 4           | 0           | 2                 | 0                 | 0                 | 0                 | 8                | 0                | 1                | 0                | 35       | 0      | 5           | 0          |
| Ø. Berg        | 13          | 3           | 1           | 0           | 0                 | 0                 | 0                 | 0                 | 8                | 0                | 1                | 0                | 21       | 3      | 2           | 0          |
| P. Belsvik     | 4           | 1           | 0           | 0           | 0                 | 0                 | 0                 | 0                 | 0                | 0                | 0                | 0                | 4        | 1      | 0           | 0          |
| L. Blixt       | 2           | 0           | 0           | 0           | 3                 | 0                 | 0                 | 0                 | 3                | 0                | 0                | 0                | 8        | 0      | 0           | 0          |
| H. Brattbakk   | 25          | 15          | 0           | 0           | 3                 | 3                 | 1                 | 0                 | 8                | 3                | 1                | 0                | 36       | 21     | 2           | 0          |
| H. El Fakiri   | 5           | 0           | 0           | 0           | 0                 | 0                 | 0                 | 0                 | 2                | 0                | 0                | 0                | 7        | 0      | 0           | 0          |
| D. Enerly      | 15          | 1           | 2           | 0           | 0                 | 0                 | 0                 | 0                 | 5                | 0                | 0                | 0                | 20       | 1      | 2           | 0          |
| J. Eriksen     | 0           | 0           | 0           | 0           | 1                 | 0                 | 0                 | 0                 | 0                | 0                | 0                | 0                | 1        | 0      | 0           | 0          |
| C. George      | 24          | 4           | 2           | 0           | 3                 | 4                 | 1                 | 0                 | 6                | 0                | 0                | 0                | 33       | 8      | 3           | 0          |
| E. Hoftun      | 24          | 1           | 2           | 0           | 3                 | 0                 | 0                 | 0                 | 8                | 0                | 0                | 0                | 35       | 1      | 2           | 0          |
| M. Høyem       | 0           | 0           | 0           | 0           | 0                 | 0                 | 0                 | 0                 | 0                | 0                | 0                | 0                | 0        | 0      | 0           | 0          |
| J. Jamtfall    | 0           | 0           | 0           | 0           | 0                 | 0                 | 0                 | 0                 | 0                | 0                | 0                | 0                | 0        | 0      | 0           | 0          |
| B. Johnsen     | 13          | 2           | 2           | 0           | 2                 | 0                 | 0                 | 0                 | 8                | 0                | 0                | 0                | 23       | 2      | 2           | 0          |
| E. Johnsen     | 2           | 0           | 0           | 0           | 2                 | 0                 | 0                 | 0                 | 2                | 0                | 0                | 0                | 6        | 0      | 0           | 0          |
| F. Johnsen     | 25          | 17          | 0           | 0           | 3                 | 3                 | 0                 | 0                 | 7                | 1                | 1                | 0                | 35       | 21     | 1           | 0          |
| M. Knutsen     | 10          | 0           | 0           | 0           | 3                 | 1                 | 0                 | 0                 | 3                | 0                | 0                | 0                | 16       | 1      | 0           | 0          |
| O. Olsen       | 3           | 0           | 0           | 0           | 0                 | 0                 | 0                 | 0                 | 4                | 0                | 0                | 0                | 7        | 0      | 0           | 0          |
| S. Rushfeldt   | 10          | 6           | 1           | 0           | 0                 | 0                 | 0                 | 0                 | 7                | 2                | 0                | 0                | 17       | 8      | 1           | 0          |
| J. Saarinen    | 19          | 0           | 1           | 0           | 1                 | 0                 | 0                 | 0                 | 7                | 0                | 2                | 0                | 27       | 0      | 3           | 0          |
| B. Skammelsrud | 25          | 7           | 1           | 0           | 1                 | 0                 | 0                 | 0                 | 8                | 3                | 0                | 0                | 34       | 10     | 1           | 0          |
| M. Skjærvold   | 6           | 0           | 0           | 0           | 2                 | 0                 | 0                 | 0                 | 2                | 0                | 0                | 0                | 10       | 0      | 0           | 0          |
| J. Steinsland  | 2           | 0           | 0           | 0           | 2                 | 1                 | 0                 | 0                 | 2                | 0                | 0                | 0                | 6        | 1      | 0           | 0          |
| S. Stensaas    | 13          | 2           | 1           | 0           | 2                 | 0                 | 0                 | 0                 | 4                | 0                | 0                | 0                | 19       | 2      | 1           | 0          |
| K. Storvik     | 0           | 0           | 0           | 0           | 0                 | 0                 | 0                 | 0                 | 0                | 0                | 0                | 0                | 0        | 0      | 0           | 0          |
| R. Strand      | 25          | 8           | 1           | 0           | 2                 | 2                 | 1                 | 0                 | 8                | 1                | 1                | 0                | 35       | 11     | 3           | 0          |
| T. Trondsen    | 12          | 0           | 2           | 0           | 2                 | 0                 | 0                 | 0                 | 0                | 0                | 0                | 0                | 14       | 0      | 2           | 0          |
| A. Tronseth    | 0           | 0           | 0           | 0           | 1                 | 1                 | 0                 | 0                 | 0                | 0                | 0                | 0                | 1        | 1      | 0           | 0          |
| F. Winsnes     | 25          | 2           | 0           | 0           | 3                 | 2                 | 0                 | 0                 | 5                | 0                | 0                | 0                | 33       | 4      | 0           | 0          |